# Spitsbergen
Spitsbergen (før 1969: Vestspitsbergen, nederlandsk: Spitsbergen, "Spidse fjelde") er Svalbards største ø med et areal på 37.673 km². Spitsbergen er mere end ti gange så stor som Hinnøya, og er dermed Norges største ø og den 36. største ø i verden. Den ligger vestligt i øgruppen og strækker sig nøjagtigt 400 km i nord-sydlig retning fra Verlegenhuken i nord til Sørneset i syd. På tværs er Spitsbergen næsten 220 km i øst-vestlig retning fra Kapp Payer i øst til Kvadehuken i vest. Rundt om kysten i vest og nord findes der nogle ganske få, mindre øer i et udpræget fjordlandskab. De fire længste fjorde og samtlige bosættelser på Svalbard ligger på Spitsbergen. Øen har alle øgruppens syv nationalparker.
Longyearbyen har 2.075 indbyggere (2013), Barentsburg (russisk), Ny-Ålesund og Sveagruva, samt 10-12 polske forskere i Isbjørnhamna og 4-5 fastboende hotelværter i Pyramiden. Der har aldrig været større, permanente bosættelser på nogen af de andre øer. Bosættelserne fik sine stimuli fra fangst 1600-1850, udforskning fra 1880-1928, og minedrift 1906-2000. I nyere tid har forskning og turisterhverv haft stærkest vækst. Fra 1601 var der engelske og hollandske hvalfangststationer på øerne i nordvest, senere også længere mod syd – blandt andet med en norsk sommerstation i Green Harbour. Pomor-perioden med russisk fangst havde sin storhedstid i 1800-tallet. Udfordringer med havis og kommunikation har medført, at der aldrig har været landbaseret fiskeri her. Hele fiskefangsten er historisk set blevet landet i Europa. I nyere tid er fiskeriet stærkt beskyttet af Fiskeværnzonen ved Svalbard.
Resterne af Golfstrømmen bringer varmt, atlantisk vand opover vestkysten og nordkysten af Spitsbergen og Nordaustlandet, som er mindre islagt end østkysterne af de samme øer. Spitsbergen er præget af fjeld og gletsjere og øst-vestgående elvdale i midten. Midten af øen fra Isfjorden og sydpå har yngre fjelde fra kvartær og tertiær og 65 millioner år gamle kulaflejringer tilknyttet de centrale bosættelser.
Spitsbergen fik sit navn af hollænderen Willem Barents, som opdagede den i 1596. Han kaldte den West-Spitsbergen (Svalbard i sin helhed kaldte han Spitsbergen), efter de mange høje og spidse fjelde på øgruppen. Det højeste punkt er Newtontoppen, som er 1.713 moh.

## Nationalparker
Der er syv nationalparker på Spitsbergen:
| Navn                 | Åbnet | Areal i km² | Nummer på kort |
| -------------------- | ----- | ----------- | -------------- |
| Sør-Spitsbergen      | 1973  | 13.177      | 1              |
| Nordvest-Spitsbergen | 1973  | 9.870       | 7              |
| Forlandet            | 1973  | 4.627       | 5              |
| Nordre Isfjorden     | 2003  | 2.952       | 4              |
| Indre Wijdefjorden   | 2003  | 1.127       | 6              |
| Nordenskiöld Land    | 2003  | 1.362       | 2              |
| Sassen-Bünsow Land   | 2003  | 1.230       | 3              |

## Fauna
Der lever både isbjørne, hvalroser, rensdyr, hvaler samt en lang række fugle på Spitsbergen. 